# Ли (округ, Джорджия)
Ли (англ. Lee County) — округ штата Джорджия, США. Население округа на 2000 год составляло 24 757 человек. Административный центр округа — город Лисберг.

## История
Округ Ли основан в 1826 году.

## География
Округ занимает площадь 922 км2.

## Демография
Согласно Бюро переписи населения США, в округе Ли в 2000 году проживало 24 757 человек. Плотность населения составляла 26.9 человек на квадратный километр.